# Морестель (кантон)
Морестель (фр. Morestel) — кантон во Франции, департамент Изер, регион Рона — Альпы, округ Ла-Тур-дю-Пен. INSEE код кантона — 3817. Граничит с кантонами Шарвьё-Шаваньё (3804), Бургуэн-Жальё (3802), Сюд-Грезиводан (3823) и Шартрёз-Гье (3803). Кантон был создан в 1790 году, его состав был модифицирован в 2015 году.

## История
Кантон был создан в 1790 году в составе 18 коммун. Его реорганизация произошла в 2015 году. По закону от 17 мая 2013 и декрету от 14 февраля 2014 года количество кантонов в департаменте Изер уменьшилось с 58 до 29. Новое территориальное деление департаментов на кантоны вступило в силу во время выборов 2015 года. Таким образом, кантон Морестель с 22 марта 2015 года состоит из 25 коммун (были добавлены коммуны кантонов Кремьё (5), Ле-Пон-де-Бовуазен (1) и Ла-Тур-дю-Пен(1)).

## Население
Согласно переписи 2012 года (считается население коммун, которые в 2015 году были включены в кантон) население Морестеля составляло 37 165 человек. Из них 28,8 % были младше 20 лет, 14,4 % — старше 65. 17,4 % имеет высшее образование. Безработица — 10,7 %.

## Экономика
Распределение населения по сферам занятости: 1,3 % — сельскохозяйственные работники, 8,2 % — ремесленники, торговцы, руководители предприятий, 10,5 % — работники интеллектуальной сферы, 23,7 % — работники социальной сферы, 24,3 % — государственные служащие и 32,0 % — рабочие.

## Коммуны кантона
В кантон входят 25 коммун, из них главной коммуной является Морестель.
| Код INSEE | Почтовый индекс | Коммуна                 | Название по-французски   | Площадь | Население, чел. (2012) |
| --------- | --------------- | ----------------------- | ------------------------ | ------- | ---------------------- |
| 38014     | 38510           | Арандон                 | Arandon                  | 12,22   | 589                    |
| 38055     | 38510           | Бранг                   | Brangues                 | 11,67   | 600                    |
| 38054     | 38390           | Бувес-Кирьё             | Bouvesse-Quirieu         | 17,51   | 1458                   |
| 38525     | 38890           | Васслен                 | Vasselin                 | 3,85    | 469                    |
| 38543     | 38510           | Везеронс-Кюртен         | Vézeronce-Curtin         | 14,37   | 1917                   |
| 38541     | 38630           | Верен-Тюэллен           | Veyrins-Thuellin         | 11,56   | 1899                   |
| 38539     | 38390           | Вертриё                 | Vertrieu                 | 4,59    | 661                    |
| 38546     | 38890           | Виньё                   | Vignieu                  | 9,4     | 970                    |
| 38124     | 38630           | Корбелен                | Corbelin                 | 12      | 2177                   |
| 38139     | 38510           | Крес-Мепьё              | Creys-Mépieu             | 28,99   | 1512                   |
| 38135     | 38510           | Куртене                 | Courtenay                | 32,08   | 1246                   |
| 38026     | 38390           | Ла-Бальм-ле-Грот        | La Balme-les-Grottes     | 14,61   | 936                    |
| 38050     | 38510           | Ле-Бушаж                | Le Bouchage              | 11,2    | 592                    |
| 38022     | 38630           | Лез-Авеньер             | Les Avenières            | 30      | 5487                   |
| 38247     | 38390           | Монтальё-Версьё         | Montalieu-Vercieu        | 8,66    | 3227                   |
| 38261     | 38510           | Морестель               | Morestel                 | 8,03    | 4261                   |
| 38282     | 38460           | Оптевоз                 | Optevoz                  | 12      | 785                    |
| 38295     | 38390           | Пармильё                | Parmilieu                | 12,83   | 662                    |
| 38297     | 38510           | Пасен                   | Passins                  | 13,92   | 1140                   |
| 38320     | 38390           | Порсьё-Амбланьё         | Porcieu-Amblagnieu       | 15,8    | 1670                   |
| 38465     | 38510           | Сен-Виктор-де-Морестель | Saint-Victor-de-Morestel | 13,13   | 1105                   |
| 38458     | 38510           | Сен-Сорлен-де-Морестель | Saint-Sorlin-de-Morestel | 5,38    | 557                    |
| 38483     | 38510           | Сермерьё                | Sermérieu                | 17,14   | 1493                   |
| 38494     | 38460           | Солемьё                 | Soleymieu                | 13,36   | 733                    |
| 38083     | 38390           | Шаретт                  | Charette                 | 11,26   | 469                    |

## Политика
Согласно закону от 17 мая 2013 года избиратели каждого кантона в ходе выборов выбирают двух членов генерального совета департамента разного пола. Они избираются на 6 лет большинством голосов по результату одного или двух туров выборов.
В первом туре кантональных выборов 22 марта 2015 года в Морестеле баллотировались 4 пары кандидатов. С поддержкой 58,13 % Анни Пуртье и Кристиан Риваль были избраны на 2015—2021 годы. Явка на выборы составила 49,38 %.
| Мандат | Мандат | Кандидаты                       |                | Партия             | Первый тур | Первый тур     | Второй тур | Второй тур |
| Мандат | Мандат | Кандидаты                       | Кол-во голосов | Партия             | % голосов  | Кол-во голосов | % голосов  |            |
| ------ | ------ | ------------------------------- | -------------- | ------------------ | ---------- | -------------- | ---------- | ---------- |
| 2015   | 2021   | Анни Пуртье и Кристиан Риваль   |                | Союз правых        | 4155       | 34,36          | 6782       | 58,13      |
| 2015   | 2021   | Мишель Бойер и Ален Брюй        |                | Национальный фронт | 4542       | 37,56          | 4884       | 41,87      |
| 2015   | 2021   | Жерард Реверан и Моник Тевено   |                | Беспартийные левые | 2895       | 23,94          | -          | -          |
| 2015   | 2021   | Фабьен Бизолон и Оливье Бизолон |                | Подъём Франции     | 502        | 4,15           | -          | -          |